# Prieuré du Val-Saint-Éloi
Ne pas confondre avec le prieuré Saint-Éloi situé à Tours.
Le prieuré du Val-Saint-Éloi (ou de Saint-Éloi, latin Vallis Sancti Eligii) est un prieuré disparu qui était situé sur le territoire de l'actuelle commune de Longjumeau, dans l'Essonne. 

## Histoire
Ce prieuré fut fondé en 1234 par Jean de Dreux et sa femme Alix, comtesse de Mâcon, dans une vallée située entre la paroisse de Chailly (aujourd'hui Chilly-Mazarin) et Longjumeau, dans la juridiction du diocèse de Paris. Ils donnèrent au curé du lieu en dédommagement un demi-arpent de pré. Cette fondation fut approuvée par Guillaume III d'Auvergne, évêque de Paris. 
L'abbé Lebeuf précise que le prieuré avait été construit « dans le vallon qui est au bas du côté du midi » de la terre de Chilly. MM. Pinard indiquent que, depuis la ville de Longjumeau, on y parvenait en descendant le cours de l'Yvette.
Les premiers moines installés au Val-Saint-Éloi étaient originaires du prieuré Sainte-Catherine-du-Val-des-Écoliers, situé à Paris. Le prieuré de Saint-Éloi appartenait comme celui de Sainte-Catherine à l'ordre du Val des Écoliers, récemment fondé en 1201, qui appliquait la règle de saint Augustin. Le prieuré du Val-Saint-Éloi dépendait de Sainte-Catherine. Le prieur de Sainte-Catherine nommait celui du Val-Saint-Éloi.
La Maison capétienne de Dreux, dont était issu le fondateur du prieuré, Jean de Dreux, se montra généreuse envers Val-Saint-Éloi. Ainsi Pierre de Dreux, ou de Braine, qui était seigneur de Chilly et le frère aîné de Jean de Dreux, fit des donations, ainsi que le montrent des chartes de mai 1243 et juillet 1248. Son fils Jean, futur duc de Bretagne, confirma les libéralités de son père dans une charte d'avril 1250. Ce même Jean, son épouse et son frère, concédèrent ensemble au prieuré 6 arpents de terre à Chilly en 1266. Yolande de Bretagne, fille de Pierre de Dreux et sœur de Jean de Bretagne, figure comme donatrice du prieuré dans des documents de 1258 (elle donne 5 sols de cens), de septembre 1267 (elle donne 100 sols sur sa terre de Chilly, à l'occasion de son anniversaire) et de 1271. Le comte de Dreux Robert III lui-même, frère de Jean et de Pierre, laissa par testament au prieuré du Val-Saint-Éloi 7 arpents de terre, 3 de vigne, 2 prés, ainsi que 2 setiers d'orge à percevoir dans son moulin de Chilly. Le petit-fils de Yolande, Hugues XIII de Lusignan, comte de La Marche et seigneur de Chilly, confirma toutes ces donations dans un document de février 1285. 
Parmi les autres bienfaiteurs du prieuré, on peut citer Raoul de Chevry, archidiacre de Paris puis évêque d'Évreux, qui donna 90 arpents de terres et d'autres biens au Val-Saint-Éloi. Il mourut en 1269 et fut inhumé dans l'église du prieuré. On peut citer également comme donateur, mentionné dans deux chartes de février 1275 et juin 1277, un certain Eudes, présenté comme « seigneur de Bretagne » (dominus de Britannia) dans ces documents. Dans l'un de ces actes il effectue une donation avec sa femme Isabelle, dite Domicella. La Gallia Christiana précise que cet Eudes (Odo), qui n'est pas identifié outre mesure, ne doit pas être confondu avec Eudes, frère de Jean de Bretagne, qui consentit avec son frère en 1266 des donations au prieuré (cf. supra). On peut citer enfin le gouverneur de Chilly, Béraud de Mercœur, qui fit entrer dans les dépendances du prieuré en 1305 la chapelle située dans son château, qui avait été construite en 1185 par Robert Ier de Dreux, fils du roi Louis VI, et sa femme Agnès.
Les rois de France eux-mêmes consentirent un certain nombre de privilèges au prieuré du Val-Saint-Éloi. Ainsi dès 1270 saint Louis, qui était alors à Aigues-Mortes, sur le point d'embarquer pour la huitième croisade, écrivit au prieur et aux frères de Saint-Éloi qu'il leur accordait le droit d'amortissement sur tous leurs biens et leurs domaines pour le salut de son âme et le repos de ses parents décédés.
De même, en mai 1309, après un échange fait avec le seigneur de Chilly, Philippe le Bel accorda au prieuré de Saint-Éloi 44 charrettes de bois, à prendre chaque année dans ses forêts royales. Un mémorial de la Chambre des comptes daté d'environ 1335 précise que Val-Saint-Éloi avait le droit de prélever chaque année vingt-huit mille bûches dans la forêt royale de Bière (ancien nom de la forêt de Fontainebleau).
En 1357, Pierre de Nantes, évêque de Saint-Malo fonda dans l'église du prieuré de Saint-Éloi un autel dédié aux Trois Maries. En effet, alors qu'il était encore évêque de Saint-Pol-de-Léon, malade et alité dans le prieuré Saint-Éloi, il fut guéri selon son sentiment miraculeusement par l'intercession de ces trois saintes. 
À la fin du XIVe siècle et pendant le XVe siècle, les membres de la Maison d'Anjou, qui avait succédé à la Maison de Dreux dans les seigneuries de Chilly et de Longjumeau, sont régulièrement mentionnés dans les actes relatifs aux gratifications accordées au prieuré du Val-Saint-Éloi: Marie de Blois, veuve du duc Louis Ier d'Anjou, en 1389; leur fils Louis II le 1er mai 1405; le second fils de ce dernier, le célèbre « roi René », le 3 avril 1453.
Le supérieur général de l'ordre du Val-des-Écoliers (auquel appartenait Val-Saint-Éloi), Jean Perrot (ou Jean Proth), fit des concessions au profit du prieuré en 1472 et le 13 mai 1474.
Par un arrêté du 2 novembre 1599, l'évêque de Paris permit aux chanoines de Saint-Éloi d'ériger une Confrérie de Notre-Dame de Lorette à la chapelle qui lui était dédiée dans l'église, sans cependant porter le bâton. 
En 1662, l'abbé commendataire Charles-Jean Coiffier d'Effiat introduisit dans le prieuré les chanoines réguliers de la Congrégation de France,. L'abbaye-mère de la Congrégation était l'abbaye Sainte-Geneviève de Paris. Cette congrégation respectait également la règle de saint Augustin. 
Le prieuré fut déclaré bien national à la Révolution, et ses possessions furent vendues le 3 décembre 1790. Très rapidement, l'église fut détruite. Les nombreux autres bâtiments, ainsi que les arbres séculaires du domaine, demeurèrent en l'état jusqu'au milieu du XIXe siècle. Pendant une quarantaine d'années, le prieuré appartint à une certaine madame de La Live. Celle-ci mourut à l'âge de 96 ans. Ses héritiers démolirent peu à peu les bâtiments subsistant. MM. Pinard écrivent en 1850 qu'il ne restait pratiquement plus de l'ancien prieuré que la maison claustrale et une petite chapelle entée sur un des murs de clôture de l'ancienne église, à l'extrémité duquel s'élevait encore à cette époque un faisceau de colonnettes engagées datant du XIIIe siècle. Plusieurs vestiges des XIIIe au XVe siècle avaient été sauvés des destructions en cours à cette époque : des statuettes décollées parfaitement conservées, dont les têtes mutilées avaient également été préservées; des clefs de voute ornées de fleurs de lis ou d'autres ornements; une pierre de consécration d'autel endommagée.  
Il n'en subsiste plus rien aujourd'hui. Le site est occupé par une grosse maison bourgeoise, appelée château de Saint-Éloi, construite à la fin du XIXe siècle et par les pavillons d'un lotissement de la fin du XXe siècle.

## Description
Il ne subsiste rien de visible aujourd'hui du prieuré du Val-Saint-Éloi. 
L'abbé Jean Lebeuf, qui le visita au milieu du XVIIIe siècle, précise que les chanoines réguliers de la Congrégation de France, introduits dans le prieuré comme on l'a vu en 1662, rebâtirent les bâtiments claustraux. Dans le même temps, l'abbé commendataire Charles-Jean Coiffier d'Effiat fit embellir et orner l'église.

### Église prieurale
L'abbé Lebeuf fait cette description de l'église prieurale : « Cette église est un bâtiment gothique qui est (quant aux parties qui n'ont pas été retouchées) de la délicatesse dont on bâtissait sous saint Louis et ses successeurs. Le sanctuaire a trois rangs de vitrages l'un sur l'autre; au second rang est la galerie. On remarque sur le vitrage du fond des armoiries chargés de trois écus. Le premier des deux inférieurs porte deux chevrons brisés sur un fond de gueule; l'autre est étiqueté d'or et d'azur. On voit dans le côté droit du chœur des restes de colonnes du treizième siècle qui supportaient des vitrages qu'on a bouchés. La nef qui était aussi délicate que le chœur a été abattue en 1606. Ce qu'on y aperçoit encore de reste des anciennes galeries est du treizième siècle. On conserve dans cette église un bras couvert de feuilles de bas argent qui semble être un ouvrage de trois ou quatre cents ans, et l'on tient qu'il renferme quelques reliques de saint Éloi, patron de l'église. Le crucifix de marbre blanc qui est au grand autel passe pour être d'un seul bloc avec la croix. Il est de l'an 1690 avec les statues qui l'accompagnent. Le Saint Sacrement est conservé sous une suspense que l'Abbé Chastelain trouvait trop élevée. On assure que les orgues qu'on y voit avaient été faites pour Versailles. Il existait dans cette église encore au seizième siècle une Chapellenie des trois Sœurs, qui était un titre bénéficial ». 
Au XVIIIe siècle, l'église ne mesurait plus que 11 toises (environ 21 mètres) de long sur 4 toises (environ 7 mètres) de large. Comme l'indique l'abbé Lebeuf[Où ?], l'église gothique, bien plus vaste, avait été détruite en 1606.
Comme on l'a vu, un autel secondaire construit en 1357 était dédié aux Trois Maries. Jusqu'à la fin du XVIIIe siècle, une messe hebdomadaire fut célébrée sur cet autel.
Le Christ en croix de marbre blanc situé sur le maître-autel mentionné par l'abbé Lebeuf avait été exécuté, selon T. et M. Pinard, par le sculpteur Laurent Magnier en 1690. Cette œuvre a survécu aux destructions de la Révolution et est conservée aujourd'hui dans l'église Notre-Dame de Versailles. Les deux statues de la Vierge et de saint Jean qui entouraient le Christ ont également été sauvées, et sont conservées dans l'église Saint-Étienne de Chilly-Mazarin.
Les quarante stalles et la tribune d'orgue, d'époque moderne, ont également été conservées et sont aujourd'hui dans l'église Saint-Martin de Longjumeau.
En plus des reliques de saint Éloi mentionnées par l'abbé Lebeuf, le prieuré conservait également dans une chapelle des reliques de saint Fiacre (comme à Sainte-Catherine de Paris), qui furent vendues le 29 août 1629 au curé de Laville-du-Bois.

### Bâtiments claustraux
En ce qui concerne les bâtiments claustraux du prieuré, l'abbé Lebeuf précise que la maison des religieux et le cloître avaient été bâtis en briques, du côté méridional de l'église, par Jacques Lefèvre de Caumartin, petit-neveu du garde des Sceaux Louis Lefèvre de Caumartin, prieur claustral (c'est-à-dire sous-prieur) sous le priorat de Charles-Jean Coiffier d'Effiat.
Catherine Guyon, se basant sur l'estimation des biens de l'établissement faite lors de leur vente le 3 décembre 1790, ainsi que sur un plan d'époque moderne, fait cette description du prieuré à la fin du XVIIIe siècle : Les bâtiments claustraux étaient « situés au bout d'une place en forme de demi-cercle à laquelle on accédait par une allée. Ils occupaient les quatre côtés du cloître et comprenaient un rez-de-chaussée et un étage. Le rez-de-chaussée se composait de cinq chambres, d'un réfectoire et d'une infirmerie et le premier étage d'un dortoir et de la bibliothèque ».

### Bibliothèque
La bibliothèque était située, comme on l'a vu, au premier étage des bâtiments claustraux. En 1790, elle comprenait 3768 volumes de théologie, d'histoire ecclésiastique, de jurisprudence, de philosophie et de sciences, ainsi que des dictionnaires de langue.

### Autres bâtiments
Catherine Guyon indique qu' « au nord de l'église, se trouvait une vaste cour, avec puits et colombier, entourée de bâtiments agricoles : remises, poulailler, écuries, granges et pressoir ».

## Personnages inhumés dans la prieurale

### Prieurs du Val-Saint-Éloi
- Gautier

La Gallia Christiana précise qu'il reposait dans le chœur et que son épitaphe était :
Qui videt hunc lapidem, Gualterum noscat eidem
Subdi, qui pridem prior esse solebat ibidem :
Hic expers fastus, prudens, discretus, honestus,
Carne fuit castus, animo pius, ore modestus.
Salvet eum Dominus, qui tempore mille trecento
Sex septemque minus illatus in hoc monumento.
- Robert Paulmier

La Gallia Christiana précise qu'il reposait dans le chœur.
- Charles-Jean Coiffier d'Effiat

Décédé le 18 octobre 1698, la Gallia Christiana précise qu'il fut inhumé le 25 du même mois dans l'église prieurale, et que son épitaphe était :
Hic jacet
Illustrissimus D. D. Joannes Rusé d'Efiat
Abbas Sancti Saturnini Tolosensis
Triumque fontium, et hujus ecclesiae
Prior commendatarius.
Vir familia splendore, formae elegantia,
Maturitate judicii, morum suavitate
Praeclarus, at religione, fide,
Effusa in pauperes charitate longe praestantior.
Quam dilexit decorem Domus Dei,
Hujus altaris exquisita constructio,
Totius pene reparatio et ornatus templi,
Sex canonicorum ad divina peragenda
Superaddita institutio, aeternum praedicabunt.
Tot, aliisque meritis insignis
Obiit anno aetatis 77. 1698. die 18. Octobris.
In perpetuam tanti viri memoriam
Hoc grati animi monumentum
Cum lacrymis posuere canonici regulares
Hujus ecclesiae.
Requiescat in pace.

### Autres personnages
- Raoul de Chevry

Chanoine (1245-1259) puis archidiacre (1259-1263) de Paris, il devint ensuite évêque d'Évreux (1263-1269). Il fut inhumé en 1269 dans l'église prieurale du Val-Saint-Éloi.

## Liste des prieurs
Source : La liste des prieurs du Val-Saint-Éloi est établie principalement, sauf mention contraire en note, selon Fisquet, Paris - Doyens, grands-aumoniers, abbayes. Elle contient les noms des 32 prieurs recensés entre la fondation du prieuré et la Révolution qui sont parvenus jusqu'à nous. Il est probable que la liste soit lacunaire.
Les prieurs dont le numéro du rang est en violet étaient également évêques ou archevêques.
| Prieurs réguliers :      |  |                          |                                                | |
| 1                        |  | 1235 - † 1287            | Gautier                                        | Il fut nommé par le prieur de Sainte-Catherine de Paris en 1235. Il apparaît dans une charte de décembre 1249 concernant un legs indivis de domaines situés à Chilly, fait par un certain Robert de Douai à parts égales entre le prieuré du Val-Saint-Éloi et les Mathurins installés près de Paris. Il signa quelques actes en juillet 1260 avec Renaud de Corbeil, évêque de Paris, en qualité d'exécuteur testamentaire de Pierre Mauclerc. |
| 2                        |  | 1297, 1320               | Pierre de Traînel                              | Il naquit à Traînel, localité dont il tira son nom. Il assista en 1297 au chapitre général de l'ordre du Val des Écoliers présidé par Laurent de Doulengy et y fut le troisième définiteur. Il est encore mentionné en 1320 dans une lettre écrite par les religieux de Royal-Lieu à ceux du Val-Saint-Éloi,. |
| 3                        |  | 1338                     | Jacques Ier                                    | Il était peut-être le même que Jacques du Vertu, mentionné en avant-dernier dans la liste des chanoines de Sainte-Catherine de Paris dressée dans l'inventaire de la bibliothèque de ce prieuré fait en 1288. En tous les cas, il est mentionné en 1314 comme sous-prieur de Sainte-Catherine dans le testament de Guillaume d'Ercuis, archidiacre de Thiérache dans l'Église de Laon et ancien précepteur du roi Philippe le Bel. Jacques Ier est mentionné comme prieur du Val-Saint-Éloi en 1338, année au cours de laquelle il fut définiteur au chapitre général de l'ordre du Val des Écoliers. |
| 4                        |  | 1366                     | Simon Ier                                      | Mentionné dans quelques documents de Sainte-Catherine en 1366. |
| 5                        |  | 1372                     | Robert Ier Lallemant                           | Il était moine de Sainte-Catherine. Il est mentionné comme prieur du Val-Saint-Éloi en 1372 dans un compromis passé en présence d'Hugues Aubriot, prévôt de Paris, relatif à un fief situé à Louan et mouvant du prieuré de Saint-Éloi. |
| 6                        |  | 1376                     | Jean Ier de Pregny                             | Cité le 4 janvier 1376. |
| 7                        |  | 1393                     | Guillaume Ier de Villeron                      | Son nom est tiré de Villeron, où il naquit. |
| 8                        |  | 1416                     | Innocent Molet                                 | |
| 9                        |  | 1436                     | Simon II Le Mignan                             | Religieux profès de Sainte-Catherine, il devint prieur du Val-Saint-Éloi au moins en 1436. Il résigna cette charge pour devenir ensuite prieur de Saint-Georges de Grange (dans l'archidiocèse de Sens), également dépendance de Sainte-Catherine (mentionné dans cette charge en 1443 et 1450). |
| 10                       |  | 1442 - 1450              | Jean II de la Tour                             | Nommé prieur en 1442 par Jean Maupoint, prieur de Sainte-Catherine, il est encore mentionné dans des actes en 1449 et 1450, par lesquels le même Jean Maupoint proclame Pierre Murach nouveau prieur de Saint-Georges de Grange. |
| 11                       |  | 1467 - 1478              | Guillaume II Gaudouil (dit de la Ferté)        | Il était seulement sous-diacre lorsqu'il fut nommé prieur par Jean Maupoint, prieur de Sainte-Catherine déjà cité supra. Sous son priorat, en 1477, René d'Anjou, disposé à favoriser Jean Perrot (ou Jean Proth), supérieur général du Val-des-Écoliers, rattacha au Val-Saint-Éloi la léproserie de Saint-Laurent, dont il avait le patronage en tant que seigneur de Chilly. Guillaume Gaudouil gouvernait encore le prieuré en 1478. |
| 12                       |  | 1478 - ?                 | Jean III Girard                                | Il prit possession de la léproserie de Saint-Laurent au nom du prieuré du Val-Saint-Éloi le 10 août 1477, en présence de Robert Polla, curé de Chilly et de Jean Havorque, curé de Champlan. L'année suivante, nommé prieur, il fit un échange avec Jean de Milly et Florence d'Orsonville. |
| 13                       |  | 1491 - ?                 | Jean IV Le Tort                                | Élu prieur en 1491, il fut confirmé par Jean Nervet, prieur de Sainte-Catherine. |
| 14                       |  | 1500 - ?                 | Jean V de Court                                | Élu par la communauté des moines du Val-Saint-Éloi en 1500. |
| 15                       |  | 1504 - 1514              | Baudouin Le Maire                              | Profès de Sainte-Catherine, il fut nommé par le prieur de ce couvent, Jean Nervet, déjà cité supra. Il est mentionné comme supérieur du Val-Saint-Éloi en 1504 et 1514. |
| 16                       |  | 1514 - 1515              | Jean VI Finet                                  | Également profès de Sainte-Catherine, il fut lui aussi nommé par le prieur de ce couvent, Jean Nervet, en 1514. |
| 17                       |  | 1515 - 1520              | Nicolas Ier Boutard                            | Profès de Sainte-Catherine et sous-prieur de cette maison en 1506 et en 1512, il obtint le prieuré de Saint-Éloi en 1515. Il s'en démit cinq ans plus tard en faveur d'Antoine de la Vernade, à la suite d'un procès qu'il eut avec le seigneur de Chilly. |
| Prieurs commendataires : |  |                          |                                                | |
| 18                       |  | 1520 - 1525              | Antoine Ier de la Vernade                      | Premier prieur commendataire. Licencié ès-lois, il était parent de Charles et de Pierre, anciens maîtres des requêtes. Il reçut le prieuré de Saint-Éloi à titre de commende, après la cession de Nicolas Boutard. En 1523 et 1525, il donna à bail plusieurs terrains dépendant de sa communauté, et mit pour conditions que les personnes qui les affermaient payeraient une rente annuelle et assisteraient aux deux vêpres, à la messe et à la procession des deux fêtes de Saint-Éloi (25 juin et 1er décembre), offrant un cierge de cire neuf, orné de fleurs, et tenant à la main une baguette blanche pour reconnaître publiquement la suzeraineté du prieuré. Antoine permuta avec le suivant. |
| 19                       |  | 1527                     | Nicolas II de Bèze                             | Conseiller au parlement de Paris en 1515, archidiacre d'Étampes (archidiocèse de Sens), seigneur de Celle-en-Donziois, il est mentionné comme prieur du Val-Saint-Éloi en 1527. Il s'en démit en faveur de son neveu et mourut le 29 novembre 1532, comme on le lisait sur son épitaphe. Il était enterré dans la nef de l'église Saint-Côme de Paris. |
| 20                       |  | avant 1532 - † 1544      | Audebert de Bèze (ou Aubert)                   | Neveu du précédent et fils de Pierre de Bèze, bailli royal de Vézelay. Il obtint le prieuré du Val-Saint-Éloi à la suite de la cession de son oncle. Il est mentionné comme prieur en 1542 dans un acte du 2 septembre de cette année passé au Châtelet avec Souveraine d'Angoulême, alors veuve de Michel Gaillard, seigneur de Chilly et de Longjumeau. Il mourut en 1544. Après lui, François Fouet, religieux de Sainte-Catherine de Paris fut nommé prieur de Saint-Éloi le 5 avril 1544 par Toussaint de Hocedey, prieur commendataire de Sainte-Catherine. Mais le cardinal Jean du Bellay, évêque de Paris, nomma, on ne sait en vertu de quel droit, Noël Jacquesson, chanoine régulier du diocèse de Chalons. Mais ce dernier résigna ses droits entre les mains de Pierre Le Veau, vicaire général du prieur de Sainte-Catherine et curé de Saint-Clément de Craon en Anjou qui donna en 1546 le prieuré au suivant. |
| 21                       |  | 1546 - 31 mars 1550      | Théodore de Bèze                               | Frère du précédent. Il naquit à Vézelay le 24 juin 1519. Il acquit le prieuré du Val-Saint-Éloi dans les conditions exposées ci-dessus. Il le vendit au fils de Michel Gaillard, seigneur de Longjumeau, probablement avant son départ en exil, mais cette vente fut déclarée nulle, ou ne subsista pas longtemps. Théologien, devenu protestant, il s'était installé à Genève en 1548. Par arrêt du Parlement de Paris du 31 mars 1550, il fut condamné à mort et ses biens furent confisqués. C'est probablement à cette occasion qu'il perdit le prieuré du Val-Saint-Éloi. Figure majeure du protestantisme, il succéda à Jean Calvin à la tête de l'Académie de Genève et mourut dans cette ville le 13 octobre 1605. |
| 22                       |  | 1552 - ?                 | Antoine II Hérouet (ou Héroët)                 | Évêque de Digne (Antoine III) à partir de 1552, il obtint le prieuré du Val-Saint-Éloi cette même année. Il était aussi abbé commendataire de Cercanceaux. Poète estimé en son temps, il céda son prieuré à une date indéterminée et mourut en décembre 1568. |
| 23                       |  | 1556                     | René de Saincton (ou de Sanneton)              | Il était conseiller au parlement de Paris. |
| 24                       |  | 5 mars 1557 - 1567       | Robert Paulmier                                | Prêtre, chanoine de l'Église de Paris, il résigna le prieuré de Saint-Éloi en 1567 et mourut en 1569. Jean de Sacy, moine de Sainte-Catherine fut d'abord désigné pour lui succéder, mais en définitive c'est Jacques Brisart qui devint prieur de Saint-Éloi. |
| 25                       |  | 1568, 1587               | Jacques II Brisart                             | Il était conseiller au parlement de Paris. |
| 26                       |  | 1607, 1608               | Claude de Rueil                                | Il obtint le prieuré de Saint-Éloi grâce à son grand-oncle Martin Ruzé de Beaulieu qui était seigneur de Chilly et de Longjumeau. Il est mentionné comme prieur en 1607 et 1608. Après avoir cédé ce prieuré, il devint abbé commendataire d'Ivernaux en 1622, évêque de Bayonne cette même année, puis évêque d'Angers en 1628. Il mourut le 20 janvier 1649. |
| 27                       |  | 1622                     | Jean VII Alart d'Esplan                        | Il appartenait à une famille de la noblesse. |
| 28                       |  | 1630 - 1635              | Henri Coiffier de Ruzé d'Effiat                | Le célèbre marquis de Cinq-Mars, favori de Louis XIII et grand écuyer de France. Il était le fils d'Antoine Coëffier de Ruzé d'Effiat, maréchal de France et seigneur de Chilly et Longjumeau, et de Marie de Fourcy. Grâce à son père, il devint, encore enfant, prieur commendataire du Val-Saint-Éloi. Il est mentionné dès 1630, à l'époque où Jean Le Roy, prieur claustral (c'est-à-dire sous-prieur) se proposa d'introduire dans l'établissement l'institut du Val-des-Écoliers. Il transmit le prieuré de Saint-Éloi à son frère, à l'âge de quinze ans. Ayant comploté contre le roi, il fut décapité à Lyon le 12 septembre 1642. |
| 29                       |  | 1635 - † 18 octobre 1698 | Charles-Jean Coiffier d'Effiat                 | Frère du précédent. Né en 1622, il succéda à son frère comme prieur de Saint-Éloi en 1635, âgé de treize ans. Il obtint également les charges d'abbé commendataire de Trois-Fontaines et de Saint-Sernin de Toulouse. Il refusa le siège d'archevêque de Toulouse et mourut à Paris, en l'Hôtel de l'Arsenal, le 18 octobre 1698. Comme on pouvait le lire sur son épitaphe, il voulut augmenter de six le nombre de religieux réguliers, mais comme les revenus du prieuré ne le permettaient pas, l'augmentation fut réduite à trois nouveaux chanoines seulement. |
| 30                       |  | janvier 1699 - 1711      | Joseph de Beaufort                             | Prêtre. Il était le frère d'Eustache de Beaufort, abbé et réformateur du monastère cistercien de Sept-Fontaines. Il céda le prieuré du Val-Saint-Éloi en 1711, peu avant sa mort, à Pierre-François Deshayes, chanoine de Sainte-Geneviève. Mais après sa mort, le roi donna le prieuré au suivant. |
| 31                       |  | 1711 - 1741              | Pierre-François de Chauvigny de Blot           | Chanoine et comte de l'Église de Lyon. |
| 32                       |  | 1766 - 1790              | Samuel de Gripière[réf. nécessaire] de Moncroc | Dernier prieur commendataire. Il était aussi vicaire général d'Albi. |